# Endomia unifasciata
Endomia unifasciata is een keversoort uit de familie snoerhalskevers (Anthicidae). De wetenschappelijke naam van de soort is voor het eerst geldig gepubliceerd in 1812 door Bonelli.